# Ceratophyus sinicus
Ceratophyus sinicus is een keversoort uit de familie mesttorren (Geotrupidae). De wetenschappelijke naam van de soort werd in 1973 gepubliceerd door Zunino.